# Борго-Сан-Мартіно
Борго-Сан-Мартіно, Борґо-Сан-Мартіно (італ. Borgo San Martino, п'єм. Ël Borgh ëd San Martin) — муніципалітет в Італії, у регіоні П'ємонт,  провінція Алессандрія.
Борго-Сан-Мартіно розташоване на відстані близько 480 км на північний захід від Рима, 65 км на схід від Турина, 22 км на північ від Алессандрії.
Населення — 1459 осіб (2014).
Щорічний фестиваль відбувається 15 липня. Покровитель — San Quirico e Santa Giulitta.

## Демографія
Населення за роками:

Станом на 1 січня 2023 року в муніципалітеті офіційно проживав 101 іноземець з 17 країн, серед них 13 громадян країн Євросоюзу та 2 громадяни України.

## Сусідні муніципалітети
- Казале-Монферрато
- Фрассінето-По
- Оччим'яно
- Помаро-Монферрато
- Тічинето